# Comunalismo libertário
O comunalismo libertário é uma posição política anarco-comunista que considera a comuna como unidade administrativa que permite gerir os problemas da cidade e responder às suas necessidades, através da autogestão.
Uma vez que a comuna existe no sistema capitalista, o comunalismo libertário permitiria operar a transição para uma sociedade comunista libertária.
Experiências desse tipo de organização foram feitas em diferentes momentos: na Comuna de Paris (1871), durante a Revolução Russa (com a comuna livre de Guliaipolé e em Kronstadt) e na Catalunha, durante a Revolução Espanhola (1936). Os principais teóricos dessa ideia são Kropotkin e Élisée Reclus, além de Charles Fourier.